# Francis Ingram-Seymour-Conway, II marchese di Hertford
Francis Ingram-Seymour-Conway, II marchese di Hertford (Londra, 12 febbraio 1743 – Londra, 28 giugno 1822), è stato un nobile e politico britannico.

## Biografia
Era il figlio primogenito di Francis Seymour-Conway, I marchese di Hertford, e di sua moglie, Lady Isabella Fitzroy. Studiò a Eton e Christ Church di Oxford.

## Carriera politica
Nel 1760, entrò nella Camera dei comuni irlandese per Lisburn, e successivamente rappresentò Antrim tra il 1768 e il 1776. È stato giurato del Consiglio privato irlandese nel 1775 e servì come segretario generale per l'Irlanda tra il 1765 e il 1766 e fu Lord luogotenente d'Irlanda. Nel 1766 entrò nella Camera dei Comuni britannica, come membro del Parlamento per Lostwithiel, per Orford (1768-1794).
Servì sotto Lord North. Nel 1780 è stato anche giurato del Privy British Council. Nel 1804 fu nominato Magister equitum, carica che mantenne fino al 1806 e successivamente servì sotto Spencer Perceval e Lord Liverpool, come Lord Ciambellano tra il 1812 e il 1821.
Nel 1807 è stato nominato Cavaliere della Giarrettiera.

## Matrimonio
Sposò, il 4 febbraio 1768 a Londra, Alice Elizabeth Windsor, figlia di Herbert Windsor, II visconte di Windsor. Il matrimonio fu di breve durata, in quanto sua moglie morì nel 1772.
Sposò, il 20 maggio 1776 a Londra, Isabella Anne Ingram Shepheard, figlia di Charles Ingram, IX visconte Irvine e di Frances Shepheard. Ebbero un figlio:
- Francis Seymour-Conway, III marchese di Hertford (11 marzo 1777-1º marzo 1842)

## Morte
Morì il 28 giugno 1822, all'età di 79 anni, a Londra.

## Ascendenza
|                                                           |                                      |                                               | Genitori                                  |  |  | Nonni |  |  | Bisnonni                        |  |  | Trisnonni                         |  |
|                                                           |                                      |                                               |                                           |  |  |       |  |  | 8. Edward Seymour, IV baronetto |  |  | 16. Edward Seymour, III baronetto |  |
|                                                           |                                      |                                               |                                           |  |  |       |  |  | 8. Edward Seymour, IV baronetto |  |  | 16. Edward Seymour, III baronetto |  |
|                                                           |                                      | 17. Anne Portman                              |                                           |  |  |       |  |  | 8. Edward Seymour, IV baronetto |  |  |                                   |  |
| 4. Francis Seymour-Conway, I barone di Conway             |                                      |                                               |                                           |  |  |       |  |  | 8. Edward Seymour, IV baronetto |  |  |                                   |  |
|                                                           |                                      | 9. Letitia Popham                             | 18. Alexander Popham                      |  |  |       |  |  |                                 |  |  |                                   |  |
|                                                           |                                      | 9. Letitia Popham                             | 18. Alexander Popham                      |  |  |       |  |  |                                 |  |  |                                   |  |
|                                                           |                                      | 9. Letitia Popham                             | 19. Letitia Carre                         |  |  |       |  |  |                                 |  |  |                                   |  |
| 2. Francis Seymour-Conway, I marchese di Hertford         |                                      | 9. Letitia Popham                             |                                           |  |  |       |  |  |                                 |  |  |                                   |  |
|                                                           |                                      | 10. John Shorter                              | 20. John Shorter                          |  |  |       |  |  |                                 |  |  |                                   |  |
|                                                           |                                      | 10. John Shorter                              | 20. John Shorter                          |  |  |       |  |  |                                 |  |  |                                   |  |
|                                                           |                                      | 10. John Shorter                              | 21. Isabella Birkin                       |  |  |       |  |  |                                 |  |  |                                   |  |
| 5. Charlotte Shorter                                      |                                      | 10. John Shorter                              |                                           |  |  |       |  |  |                                 |  |  |                                   |  |
|                                                           |                                      | 11. Elizabeth Phillips                        | 22. Erasmus Philipps, III baronetto       |  |  |       |  |  |                                 |  |  |                                   |  |
|                                                           |                                      | 11. Elizabeth Phillips                        | 22. Erasmus Philipps, III baronetto       |  |  |       |  |  |                                 |  |  |                                   |  |
|                                                           |                                      | 11. Elizabeth Phillips                        | 23. Catherine Darcy                       |  |  |       |  |  |                                 |  |  |                                   |  |
| 1. Francis Ingram-Seymour-Conway, II marchese di Hertford |                                      | 11. Elizabeth Phillips                        |                                           |  |  |       |  |  |                                 |  |  |                                   |  |
|                                                           | 12. Henry FitzRoy, I duca di Grafton | 24. Carlo II d'Inghilterra                    |                                           |  |  |       |  |  |                                 |  |  |                                   |  |
|                                                           | 12. Henry FitzRoy, I duca di Grafton | 24. Carlo II d'Inghilterra                    |                                           |  |  |       |  |  |                                 |  |  |                                   |  |
|                                                           | 12. Henry FitzRoy, I duca di Grafton | 25. Barbara Villiers                          |                                           |  |  |       |  |  |                                 |  |  |                                   |  |
| 6. Charles FitzRoy, II duca di Grafton                    | 12. Henry FitzRoy, I duca di Grafton |                                               |                                           |  |  |       |  |  |                                 |  |  |                                   |  |
|                                                           |                                      | 13. Isabella Bennet, II contessa di Arlington | 26. Henry Bennet, I conte di Arlington    |  |  |       |  |  |                                 |  |  |                                   |  |
|                                                           |                                      | 13. Isabella Bennet, II contessa di Arlington | 26. Henry Bennet, I conte di Arlington    |  |  |       |  |  |                                 |  |  |                                   |  |
|                                                           |                                      | 13. Isabella Bennet, II contessa di Arlington | 27. Elisabetta di Nassau-Beverweerd       |  |  |       |  |  |                                 |  |  |                                   |  |
| 3. Isabella FitzRoy                                       |                                      | 13. Isabella Bennet, II contessa di Arlington |                                           |  |  |       |  |  |                                 |  |  |                                   |  |
|                                                           |                                      | 14. Charles Somerset, marchese di Worcester   | 28. Henry Somerset, I duca di Beaufort    |  |  |       |  |  |                                 |  |  |                                   |  |
|                                                           |                                      | 14. Charles Somerset, marchese di Worcester   | 28. Henry Somerset, I duca di Beaufort    |  |  |       |  |  |                                 |  |  |                                   |  |
|                                                           |                                      | 14. Charles Somerset, marchese di Worcester   | 29. Mary Capell                           |  |  |       |  |  |                                 |  |  |                                   |  |
| 7. Henrietta Somerset                                     |                                      | 14. Charles Somerset, marchese di Worcester   |                                           |  |  |       |  |  |                                 |  |  |                                   |  |
|                                                           |                                      | 15. Rebecca Child                             | 30. Josiah Child di Wanstead, I baronetto |  |  |       |  |  |                                 |  |  |                                   |  |
|                                                           |                                      | 15. Rebecca Child                             | 30. Josiah Child di Wanstead, I baronetto |  |  |       |  |  |                                 |  |  |                                   |  |
|                                                           |                                      | 15. Rebecca Child                             | 31. Mary Atwood                           |  |  |       |  |  |                                 |  |  |                                   |  |
|                                                           |                                      | 15. Rebecca Child                             |                                           |  |  |       |  |  |                                 |  |  |                                   |  |